# Westland Marathon 1991
De Westland Marathon 1991 werd gehouden op zaterdag 13 april 1991. Het was de 22e editie van deze marathon. Start en finish lagen in Maassluis.
De Belg Dirk Vanderherten won de wedstrijd bij de mannen in 2:15.33. Bij de vrouwen was de Poolse Krystyna Kuta het snelste in 2:47.36.

## Uitslagen

### Mannen
| rang   | naam                   | land | tijd    |
| ------ | ---------------------- | ---- | ------- |
| Goud   | Dirk Vanderherten      | BEL  | 2:15.33 |
| Zilver | Czeslaw Najmowicz      | POL  | 2:15.59 |
| Brons  | Edward Rydzewski       | POL  | 2:16.58 |
| 4      | Jean-Pierre Paumen     | BEL  | 2:17.30 |
| 5      | Jean Weijts            | BEL  | 2:18.11 |
| 6      | Aleksandr Ermatchov    | GEO  | 2:18.18 |
| 7      | Pawel Malkowski        | POL  | 2:19.03 |
| 8      | Kurt Stenzel           | GER  | 2:20.01 |
| 9      | Michel de Maat         | NED  | 2:20.26 |
| 10     | Cor Saelmans           | BEL  | 2:20.45 |
| 11     | Gennady Schtscherbakov | RUS  | 2:21.02 |
| 12     | Viktor Gural           | RUS  | 2:22.04 |
| 13     | Tibor Nemes-Nagy       | HUN  | 2:25.46 |

### Vrouwen
| rang   | naam               | land | tijd    |
| ------ | ------------------ | ---- | ------- |
| Goud   | Krystyna Kuta      | POL  | 2:47.36 |
| Zilver | Alina Magamedirova | RUS  | 2:49.58 |

1969 ·
1970 ·
1971 ·
1972 ·
1973 ·
1974 ·
1975 ·
1976 ·
1977 ·
1978 ·
1979 ·
1980 ·
1981 ·
1982 ·
1983 ·
1984 ·
1985 ·
1986 ·
1987 ·
1988 ·
1989 ·
1990 ·
1991 ·
1992 ·
1993 ·
1994 ·
1995 ·
1996 ·
1997 ·
2014